# Billy Richardson
 (mai 2021).
Si vous disposez d'ouvrages ou d'articles de référence ou si vous connaissez des sites web de qualité traitant du thème abordé ici, merci de compléter l'article en donnant les références utiles à sa vérifiabilité et en les liant à la section « Notes et références ».
Billy Richardson,né le 4 juillet 1920 et  mort le 9 avril 2004, est un footballeur international irlandais des années 1940. Il évolue au poste de défenseur central et fait toute sa carrière au Bohemian Football Club. Il connait une sélection en équipe nationale irlandaise et participe aux Jeux olympiques de 1948.

## Carrière
Billy Richardson commence le football à Mountpleasant et est près d'être sélectionné en équipe d'Irlande de jeunes si la Deuxième Guerre mondiale n'avait pas éclatée. Il rejoint le Bohemian Football Club en 1942. Il est alors intégré à l'équipe B du club dans un poste d'arrière central. Il est rapidement intégré à l'équipe première et fait ses grands débuts lors d'un match à l'extérieur contre le Cork United Football Club. Il devient rapidement un élément essentiel de la défense des Bohs.
En 1945, il dispute deux finales de coupe avec son club. Il perd la finale de la Coupe d'Irlande 1945 1-0 contre les Shamrock Rovers devant 41 000 spectateurs rassemblés à Dalymount Park. Plus tard dans la saison, il remporte la finale de l'Inter City Cup contre les Nord-Irlandais du Belfast Celtic.
Deux saisons plus tard, il est membre de l'équipe des Bohemians qui se hisse deux fois en finale d'une coupe. Il remporte la finale de la Leinster Cup 1946-1947 en battant Grangegorman par 11 buts à 0. Mais il perd la finale de la Coupe d'Irlande 1947 contre Cork United.
En 1947-1948, il est nommé capitaine de  son équipe et marque le seul et unique but pour les Bohs au cours d'un match de Leinster Cup contre Jacob's Football Club d'un tir de sa propre moitié de terrain.
Au terme de cette saison 1947-1948, Billy Richardson est sélectionné dans l'équipe de république d'Irlande de football qui dispute les Jeux olympiques de 1948. Il gagne sa première sélection en disputant à Portsmouth une rencontre contre les Pays-Bas.
Billy Richardson meurt le 9 avril 2004.

## Palmarès
- Coupe intercité Dublin-Belfast (1) :
  - Vainqueur : 1944-45.

- Leinster Senior Cup (1) :
  - Vainqueur : 1946-47.